# 343 до н. е.

## Події
- скінчилася Тридцята династія єгипетських фараонів
- почалася Перша самнітська війна
- цар Епіру Арібба позбавлений престолу Філіппом
- Битва під Суессулою